# Ur jordens djup
Ur jordens djup (în românește Din adâncul pământului) este cel de-al patrulea album de studio al formației Finntroll. Este primul album cu Vreth.
Ediția limitată la 1000 de copii lansată de Century Media Records include un DVD suplimentar care conține două melodii înregistrate live în timpul festivalului Wacken Open Air din 2006; în același pachet sunt incluse un certificat de autenticitate, un poster și un ecuson.

## Lista pieselor
1. "Gryning" (Răsărit) - 03:33
2. "Sång" (Cântec) - 04:40
3. "Korpens saga" (Povestea corbului) - 03:26
4. "Nedgång" (Coborârea) - 03:44
5. "Ur djupet" (Din adâncuri) - 04:59
6. "Slagbröder" (Frați de arme) - 04:31
7. "En mäktig här" (O hoardă puternică) - 04:19
8. "Ormhäxan" (Vrăjitoarea șarpe) - 04:39
9. "Maktens spira" (Sceptrul puterii) - 03:28
10. "Under två runor" (Sub două rune) - 05:36
11. "Kvällning / Trollvisan"[2] (Apus / Cântecul trolilor) - 13:01

### Piesele bonus incluse pe ediția limitată
1. "Nattfödd (live)"
2. "Det iskalla trollblodet (live)"

## Personal
- Vreth - vocal
- Routa - chitară
- Skrymer - chitară
- Trollhorn - sintetizator
- Tundra - chitară bas
- Beast Dominator - baterie
- Katla - versuri

## Clasament
| Țara     | Poziția |
| -------- | ------- |
| Finlanda | 23      |
| Germania | 91      |